# 維恰河
維恰河（烏克蘭語：Вича），是烏克蘭西部的河流，屬於拉托里察河的左支流。該河流經外喀爾巴阡州的穆卡切沃區，河道全長39公里，流域面積352平方公里。